# アンディ・ネルソン
アンディ・ネルソン（Andy Nelson）は、ハリウッドで活動するイギリスのレコーディング・エンジニアである。1980年から150作以上にクレジットされている。アカデミー録音賞には18作品でノミネートされ、2度受賞に至っている。

## フィルモグラフィ
アカデミー録音賞受賞
- プライベート・ライアン Saving Private Ryan (1998)[1]
- レ・ミゼラブル Les Misérables (2012)[2]

アカデミー録音賞ノミネート
- 愛は霧のかなたに Gorillas in the Mist (1989)[3]
- シンドラーのリスト Schindler's List (1993)[4]
- ブレイブハート Braveheart (1995)[5]
- エビータ Evita (1996)[6]
- L.A.コンフィデンシャル L.A. Confidential (1997)[7]
- シン・レッド・ライン The Thin Red Line (1998)[1]
- インサイダー The Insider (1999)[8]
- ムーラン・ルージュ Moulin Rouge! (2001)[9]
- シービスケット Seabiscuit (2003)[10]
- ラスト サムライ The Last Samurai (2003)[10]
- 宇宙戦争 War of the Worlds (2005)[11]
- ブラッド・ダイヤモンド Blood Diamond (2006)[12]
- スター・トレック Star Trek (2009)[13]
- アバター Avatar (2009)[13]
- 戦火の馬 War Horse (2011)[14]
- リンカーン Lincoln (2012)[2]
- ブリッジ・オブ・スパイ Bridge of Spies (2015)[15]